# Lakhon nok

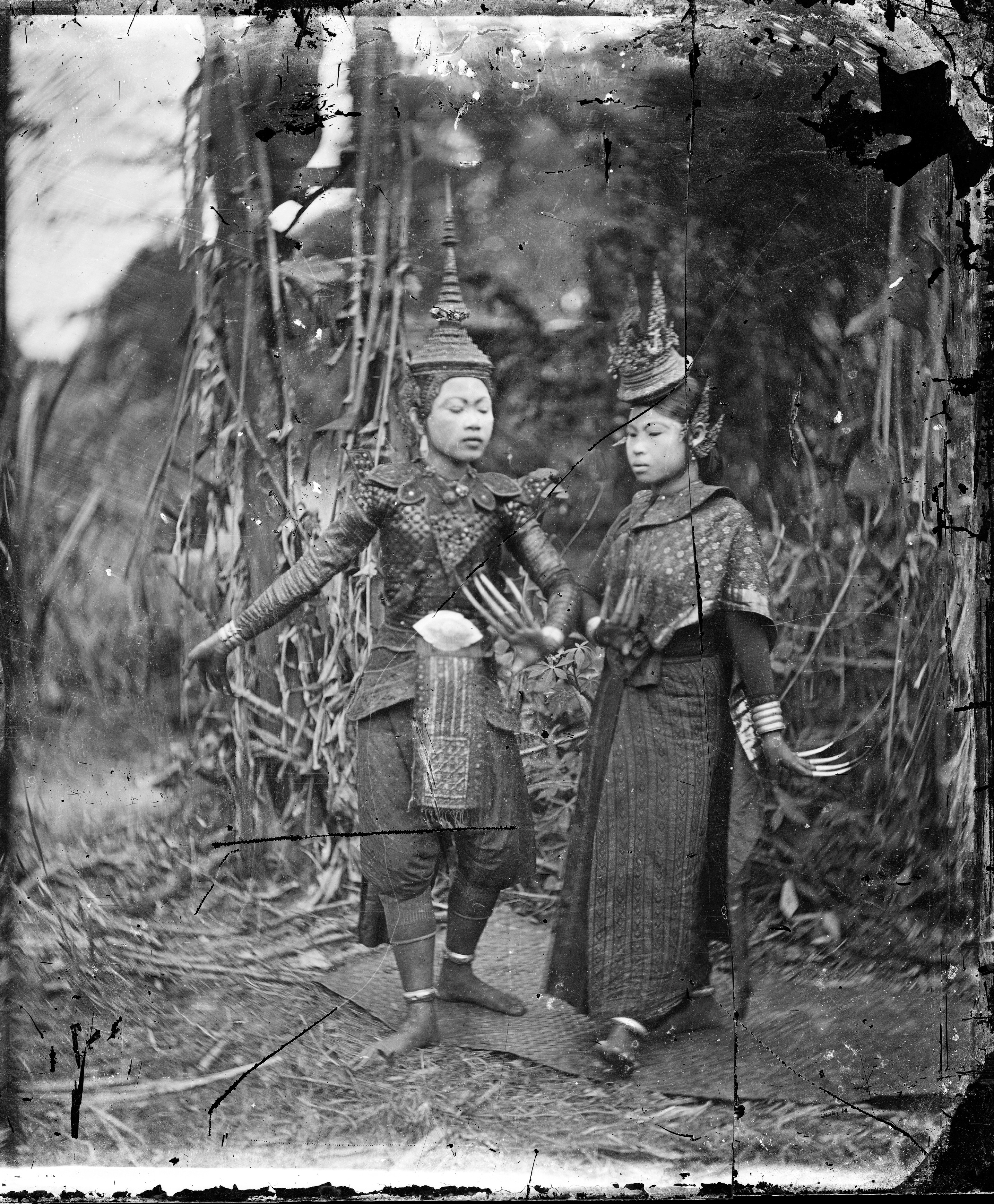
Danseuses du Siam interprétant un lakhon, vers 1865. À l'origine, ce genre était réservé aux hommes, mais le roi Rama IV permit aux femmes d'y participer.

Le  lakhon nok est une forme de théâtre thaïlandais, joué par des hommes en extérieur et hors du palais ; issu de la tradition orale et souvent grivois, il est inspiré par des contes populaires, notamment les Jātakas (histoire des innombrables réincarnations du Bouddha) et le Ramakien (épopée nationale thaïlandaise),.

## Étymologie
Si un khon est un divertissement masqué, un lakhon est un divertissement dansé, nok signifiant "extérieur"
Lakhon pourrait venir du mot javanais lakon (emplacement d'une représentation).

## Histoire
Le lakhon nok est une forme populaire de danse qui, à la différence du lakhon nai (joué pour le roi et sa cour), était à l'origine principalement un produit du peuple. Il est étroitement lié aux fêtes et événements se déroulants dans les temples bouddhistes, bien que le palais ait également eu ses propres groupes de lakhon nok. À l'origine, il était réservé aux acteurs masculins, généralement des professionnels.
Ce n'est qu'au XIXe siècle que le roi Rama IV autorisa les femmes à jouer aux spectacles en extérieur.
Au sommet de sa popularité, à la fin du  XIXe siècle , le lakhon nok était joué dans près d'une centaine de casinos-théâtres autour de Bangkok. Il a naturellement été influencé par les goûts de son populaire, avec un accent sur les aspects comiques et une interprétation libre du thème.
Le Théâtre national de Thaïlande et les troupes de théâtre des universités présentent encore de temps à autre le lakhon nok.

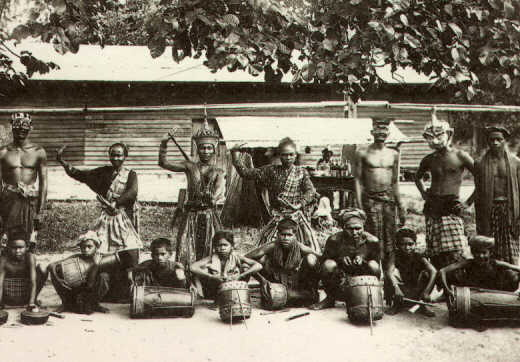
Troupe de théâtre pendant le règne de Rama VI

## Analyse
Contrairement au lakhon nok, qui avait une veine comique, le lakhon nai ("théâtre en intétieur" joué exclusivement par des actrices) visait « la recherche de la beauté esthétique ».

## Style
La partie inférieure du corps ne bouge pas autant que la partie supérieure.
Seuls portent des masques les comédiens interprétant des êtres qui ne sont ni humains ni célestes comme des ogres ou des tigres.

## Musique
- Voir mesure à sept temps

## Répertoire
- Phra Law
- Phra Aphaimani de Sunthorn Phu
- Sang Tong

## Interprètes
- Paew Snidvongseni